# Нерон Юлий Цезарь Германик
Неро́н Юлий Цезарь Германик (лат. Nero Iulius Caesar Germanicus) (6 — 31) — старший сын Германика и Агриппины Старшей, старший брат императора Калигулы, старший приёмный сын императора Тиберия, женатый на его внучке, и один из возможных наследников его власти.

## Происхождение
Нерон родился в 6 году в семье Германика и Агриппины Старшей. Его отец — сын Друза Старшего, внук Ливии Друзиллы, жены Августа, от её первого брака. По мужской линии принадлежал к патрицианскому роду Клавдиев.
Его мать — дочь Марка Випсания Агриппы, близкого друга Октавиана Августа, от Юлии Старшей, дочери Августа.

## Жизнеописание
В 17 году, в одиннадцатилетнем возрасте, принимает участие в триумфе по поводу победы Германика над херусками. После отъезда родителей на восток оставался в Риме, где, в 20 году, встретил Агриппину, возвращавшуюся с прахом Германика.
В том же году женился на внучке Тиберия, дочери его единственного сына Друза Младшего, Юлии Ливии. Тогда же получил разрешение от Сената занимать магистратные должности на пять лет раньше ценза.
В 23 году, после смерти сына Тиберия, вместе со своим братом Друзом был введён императором в Сенат. Это говорило о братьях, как о наиболее вероятных наследниках. В Сенате Нерон выступил с похвальной речью в честь своего тестя. Позже выступил с благодарностью за разрешение Сенатом строительства храма в честь Тиберия, Ливии и Сената.
В 24 году сенаторы объявили братьям Нерону и Друзу такие же почести, как принцепсу Сената. Такое решение разозлило Тиберия и он выступил в Сенате с обличительной речью, указав, что такая честь подобает только зрелым и заслуженным людям.
В 26 году Нерон занимал должность квестора.
Нерон мешал замыслам Сеяна, являлся серьёзным препятствием в его честолюбивых схемах. Кроме того, молодой наследник Тиберия всячески поддерживал свою мать, Агриппину, выступавшую против Сеяна. Нерон был окружён людьми, которые систематически провоцировали его на дерзкие и необдуманные слова и поступки. Естественно, что об этом сразу же становилось известно и Сеяну, и Тиберию. Против Нерона свидетельствовали и его близкие — Друз, видевший в нём соперника, и его жена Юлия, наставляемая своей матерью, Ливиллой.
В 28 году Тиберий намекает Сенату на «козни врагов», а в 29 году прямо обвиняет Нерона в разврате, а Агриппину — в надменности. Сенат затруднялся принять решение относительно членов семьи принцепса, но в Риме начались массовые выступления народа в поддержку обвинённых. Испугавшись, сенаторы объявили Агриппину и Нерона врагами государства. Нерон был сослан на Пандатерию и там погиб в 31 году. По одной из версий, он совершил самоубийство, опередив направленного к нему палача, по другой — умер от голода. Его тело было оставлено без погребения.
В 37 году Калигула, став императором, перевёз его прах в Рим и захоронил в мавзолее Августа.